# 片狀裂理

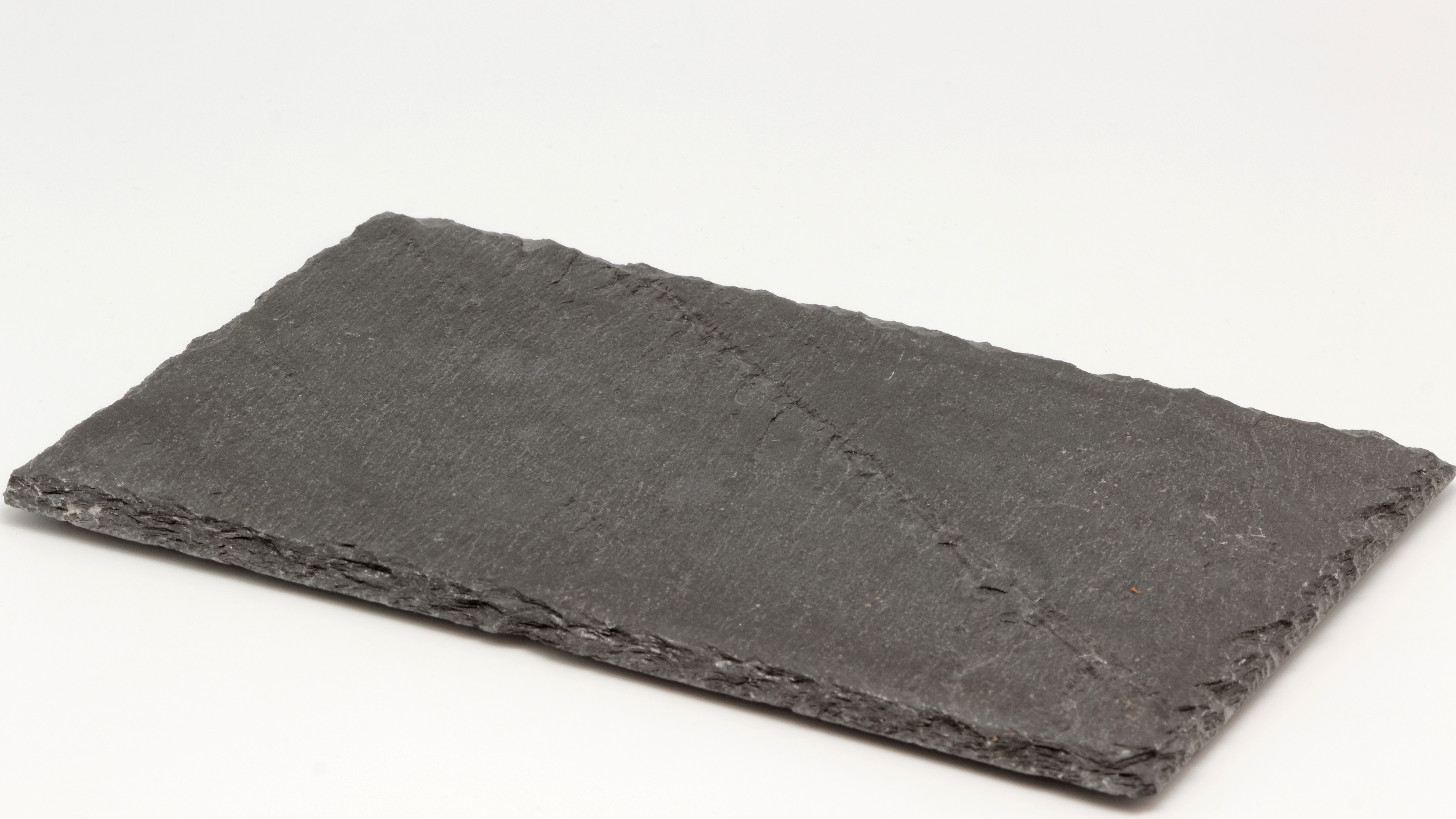
板岩的片狀裂理

片狀裂理（英語：Fissility （geology））是岩石沿薄弱平面分裂的能力或趨勢 。 這些薄弱平面與沈積岩中的層理平行。在岩石薄片上可看出片狀裂理面上有發育良好的片狀礦物例如雲母等。片狀裂理是由沉積或變質所造成的。
在壓實過程中，粘土顆粒在沉積岩（例如頁岩或泥岩）中會被同向排列形成薄弱面。在變質程中雲母礦物的再結晶和生長，也能形成薄弱面。岩石的片狀裂理也可以通過多種地質作用方式降低，包括在壓實前，粘土礦物凝絮成顆粒狀、被壓實時的生物擾動以及被壓實后的風化作用。生物擾動的影響有一個臨界深度，因爲在此深度以下洞穴生物不再能夠生存。導致頁岩的片狀裂理變得更加普遍和更明顯。
片狀裂理被一些地質學家用作區分泥岩（無片狀裂理）和頁岩（片狀裂理）的區分特徵。 然而，一些鑽井工程師，則不區分，因爲從泥漿取出的標本太小看不到片狀裂理。